# Frihamnen Marstrand
Frihamnen Marstrand omfattade Marstrandsön och var till stor del en självstyrande ö i Sverige under Gustavianska tiden åren 1775–1794. Frihamnen var utformad efter italienska förebilder och erhöll privilegier år 1775 av Gustav III. Frihamnen var skattebefriad och Sveriges enda stad med religionsfrihet, vilket möjliggjorde för grundandet av Marstrands synagoga som var den första i sitt slag i Skandinavien.

## Historik

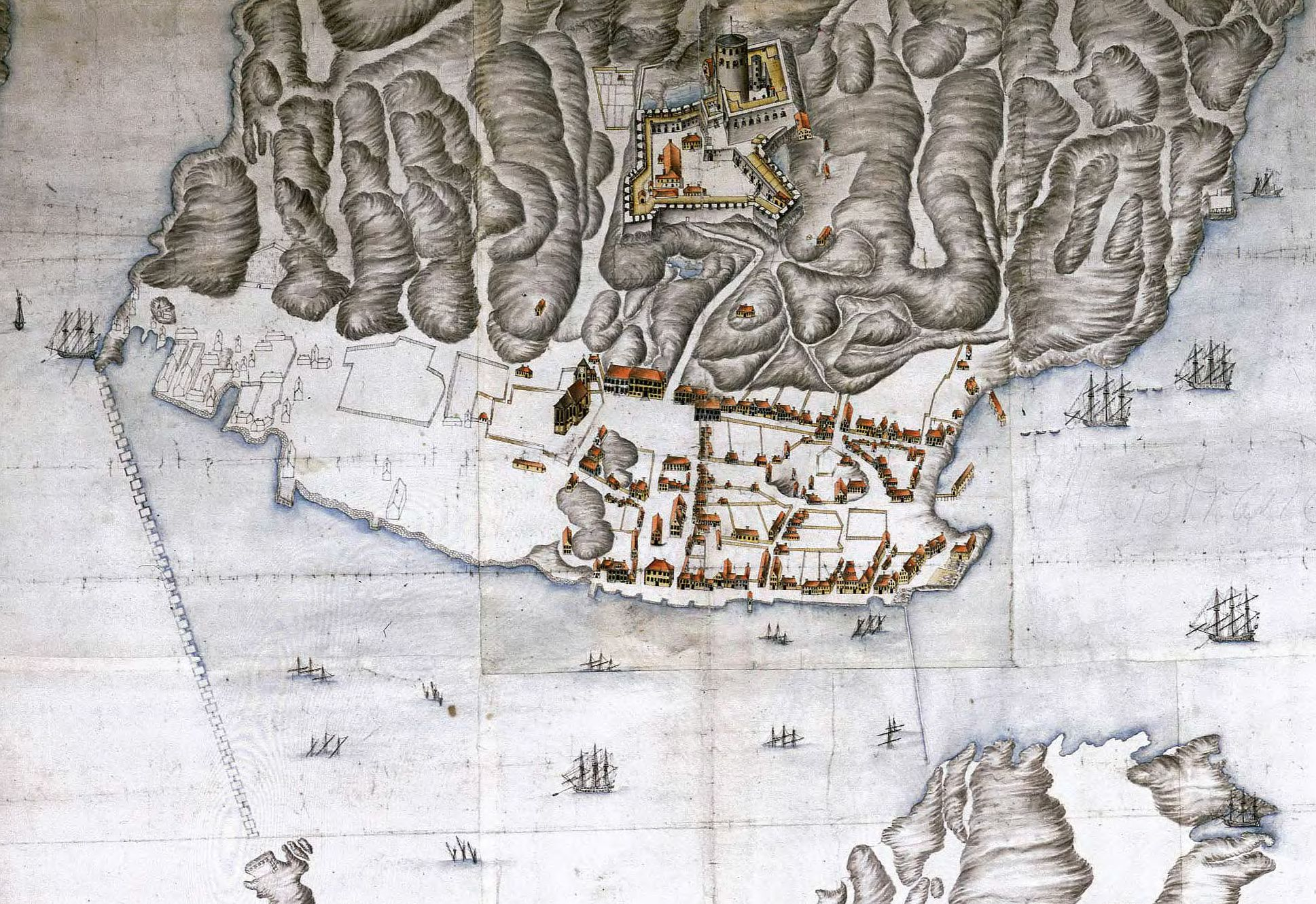
Karta över Marstrand från 1719

### Porto Franco
Den 15 augusti 1775 tillkännagav Gustav III stadgan för frihamnen Marstrand. Dokumentet kontrasignerades av Johan Liljencrantz, kungens finansminister, som 1774 hade stött förslaget tillsammans med kung Ludvig XV av Frankrike och Svenska Ostindiska kompaniets ledning. Ett halvår efter kungörelsen meddelade Kommerskollegium de exakta administrativa detaljerna för frihamnen. 
Enligt det kungliga privilegiet skulle Marstrand vara "en fri handels- och nederlagsort eller så kallad porto franco". Alla slags varor, inhemska och utländska, skulle tullfritt få införas och utföras därifrån emot erläggande av en liten avgift. Alla slags lagliga näringar fick idkas fritt. Främlingar fick obehindrat flytta in och ut samt åtnjuta fri religionsutövning. Envar, som på grund av skuld eller mindre svåra förbrytelser tog sin tillflykt till Marstrand, åtnjöt där säkerhet till person och egendom.
Marstrandsborna själva hade allt sedan mitten av 1700-talet arbetat för frihamnsinrättningen, och deras strävanden hade understötts av det mäktiga handelshuset Arvidsson i Göteborg samt av den kinesiske mandarinen Pen Quyqua, som var bosatt i Göteborg som kommersiell rådgivare åt Ostindiska kompaniet.
När Marstrand nu blivit frihamn gällde det att vidta åtgärder för att de varor, som tullfritt fick uppläggas där, inte skulle insmugglas till andra platser i landet. Först och främst måste det noga kontrolleras hur mycket gods som infördes till Marstrand. I detta syfte avspärrades hamninloppen och bevakades av uppsyningsmän med båt och roddkarlar. Dessutom var bevakning anordnad såväl på själva Marstrandsön som på angränsande öar och på stränderna av närmaste fastland. Därifrån fick ingen passera ut till frihamnen utan att ha klara papper. En särskild patrullbåt kryssade ständigt i de inre farvattnen och sunden.
För politiska flyktingar och bankruttörer blev Marstrand en välkommen tillflyktsort, särskilt för franska adelsmän som tvingats fly sitt hemland i samband med franska revolutionen. Stadens krönika berättar också om de många fester och "assembléer" som sådana förnäma flyktingar höll tillsammans med Marstrands borgare samt kommendanten och officerarna på Karlstens fästning hos den dåvarande värden på stadskällaren.
Under det amerikanska frihetskriget, som utbröt 1775, var det lysande tider för frihamnen. Under de fem första åren av sin tillvaro besöktes den av det för sin tid stora antalet av 200 amerikanska fartyg, vilka införde varor till ett värde av 8 miljoner kronor och utförde gods för 14 miljoner. Stadens inkomster blev under det första året sju gånger så stora som förut.
I längden verkade dock skärgården utanför Marstrand med sina klippor och många farliga undervattensskär avskräckande på de sjöfarande. Så mycket starkare lockelse utövade däremot de ogästvänliga skären på smugglare och andra äventyrare, som under skydd av frihamnen kunde undandra sig lagens väktare. Det blev mer och mer tydligt att man hade sådana naturhinder mot sig att den åsyftade fördelen med frihamnen inte kunde uppnås. Följden blev att porto franco-inrättningen upphävdes år 1794. I stället fick Göteborg en allmän nederlagsfrihet för allehanda utländska handelsvaror, med undantag för salt.

## Demografi
Marstrands befolkning ökade kraftigt under frihamnsperioden, från cirka 700 personer under 1760-talet till 932 personer år 1770, för att sedan öka till 1 700 personer år 1788. Framför allt förklarades befolkningsökningen av en förhållandevis stor invandring. År 1788 var omkring hälften av invånarna i Marstrand ditflyttade.

### Religion

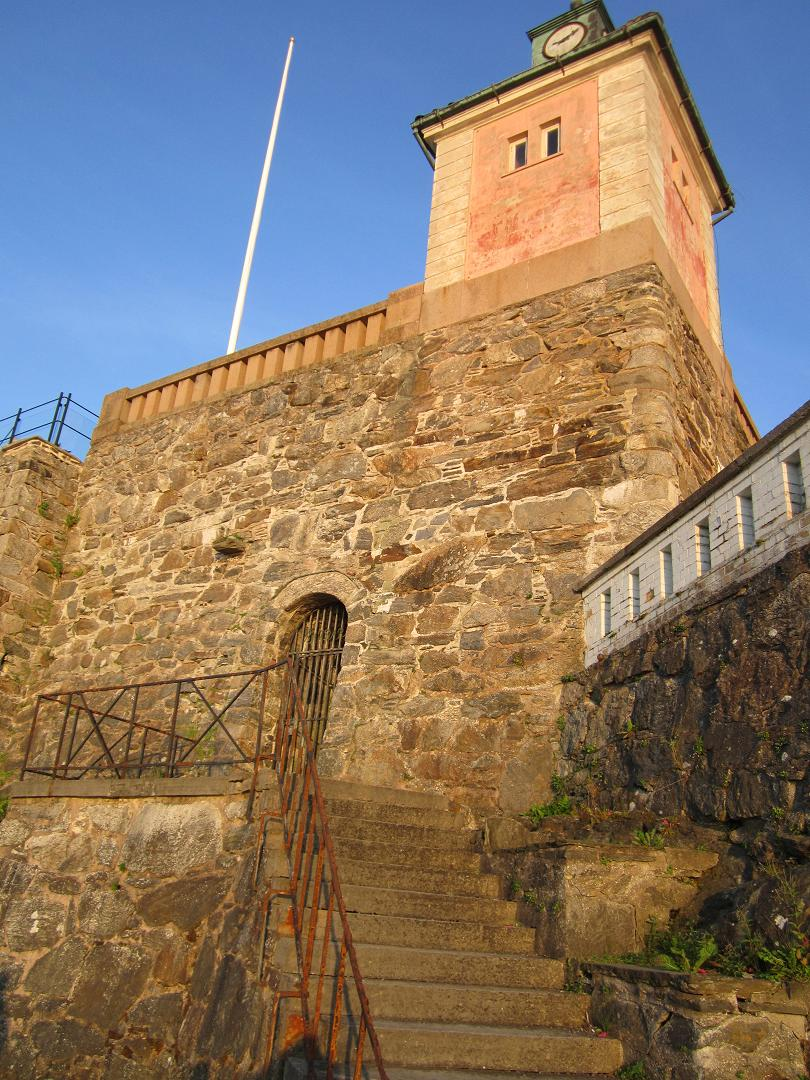
I numera rivna delar av detta fort fanns Marstrands synagoga

Frihamnen Marstrand var den första platsen i Sverige där judar tilläts slå sig ner permanent, vilket inbegreps i den stadga som Gustav III fastställde för frihamnen Marstrand. Stadgan medförde fullständig religionsfrihet, vilket fick många judar att bosätta sig där. Uppskattningsvis torde ett hundratal judar uppehållit sig i frihamnen Marstrand under åren 1780–1794.